# Rudán-évek (1997–2007)
A Rudán-évek (1997–2007) a P. Mobil együttes 2016-ban megjelent háromlemezes albuma, mely digitálisan feljavított bootleg koncertanyagokat tartalmaz. A lemezhez tartozik egy 24 oldalas fényképválogatásos booklet. Az album a P. Mobilnak azt a korszakát dolgozza fel, amikor Rudán Joe volt az énekes.

## A lemezről
A kiadást eredetileg 2010-re tervezték, azonban korábbi zenekari tagok ellenállása miatt erre nem került sor. Azon a kiadványon a „Kutyából szalonna” lemez, a „Színe-java 1.” című album, valamint az 1999-es népstadionbeli koncert kapott volna helyt, bónusz felvételekkel kiegészítve.
2016-ban a kiadvány már egészen más formában jelent meg. Az első két lemezen a 2002-es "Vesszen a világ!" koncert anyaga hallható. Ez eredetileg egy új album bemutatója lett volna, mely lemez végül sosem készült el. A harmadik lemezen pedig az 1999-es Népstadion-koncert kapott helyt.

## Tracklista

### CD1: Vesszen a világ 1.
1. Intro
2. Piros, metál, zöld
3. Rocktóber
4. Kutyából szalonna
5. Menj tovább
6. Dől a lé
7. A hülyeség napja
8. Pokolba tartó vonat
9. A Főnix éjszakája
10. Hol voltál King Kong?
11. Adj király katonát!
12. Maradsz, aki voltál
13. Fut a nyúl a mezőn (Hobo Blues Band)
14. Mindenem a TV (Hobo Blues Band)
15. Zöld csillag (Taurus)
16. A zöld, a bíbor és a fekete (P. Box)

A felvétel 2002. június 14-én készült a Petőfi Csarnokban.

### CD2: Vesszen a világ 2.
1. Rock ’n’ roll
2. Miskolc
3. Kopaszkutya (Hobo Blues Band)
4. Újrakezdeném
5. Babba Mária
6. Lámpagyár
7. Asszonyt akarok
8. Kétforintos dal
9. Most is azt érzem
10. Utolsó cigaretta
11. Örökmozgó lettem

A felvétel 2002. június 14-én készült a Petőfi Csarnokban.

### CD3: 30 év Rock 'n Roll 1999
1. Kutyából szalonna
2. Rocktóber
3. Főnix éjszakája
4. Menj tovább
5. Maradsz, aki voltál
6. Miskolc
7. Rock 'N' Roll
8. Dől a lé
9. Kopaszkutya (Hobo Blues Band)
10. A zöld, a bíbor és a fekete (P. Box)
11. Babba Mária
12. Lámpagyár
13. Asszonyt akarok
14. Kétforintos dal
15. Utolsó cigaretta
16. Örökmozgó

A felvétel 1999. szeptember 4-én készült a Népstadionban.